# Gran Premio de Bélgica de Motociclismo de 1975
El Gran Premio de Bélgica de Motociclismo de 1975 fue la octava prueba de la temporada 1975 del Campeonato Mundial de Motociclismo. El Gran Premio se disputó el 6 de julio de 1975 en el Circuito de Spa.

## Resultados 500cc
En la categoría reina, el británico Phil Read gana este Gran Premio y se coloca al frente de la clasificación general. Los otros aspirantes al título no tuvieron la misma suerteː Barry Sheene tuvo que abandonar pro problemas con el motor y Giacomo Agostini se salió a causa del agua.
| Pos. | Piloto              | Moto          | Tiempo    | Pts. |
| ---- | ------------------- | ------------- | --------- | ---- |
| 1    | Phil Read           | MV Agusta     | 47' 21" 1 | 15   |
| 2    | John Newbold        | Suzuki        | +1' 08" 6 | 12   |
| 3    | Jack Findlay        | Yamaha        | +1' 55"   | 10   |
| 4    | Alex George         | Yamaha        | +2' 21" 9 | 8    |
| 5    | John Williams       | Yamaha        | +2' 24"   | 6    |
| 6    | Christian Léon      | König         | +3' 12" 6 | 5    |
| 7    | Alan North          | Yamaha        | +3' 25" 2 | 4    |
| 8    | Francis Hollebecq   | Yamaha        | +3' 35" 8 | 3    |
| 9    | Thierry Tchernine   | Yamaha        | +3' 49" 4 | 2    |
| 10   | Jean-François Baldé | Yamaha        | +3' 50" 5 | 1    |
| 11   | Nico van der Zanden | Yamaha        |           |      |
| Ret  | Helmut Kassner      | Yamaha        | Ret       |      |
| Ret  | Tom Herron          | Yamaha        | Ret       |      |
| Ret  | Philippe Chaltin    | Yamaha        | Ret       |      |
| Ret  | Mick Grant          | Kawasaki      | Ret       |      |
| Ret  | Teuvo Länsivuori    | Suzuki        | Ret       |      |
| Ret  | Dieter Braun        | Yamaha        | Ret       |      |
| Ret  | Chas Mortimer       | Maxton-Yamaha | Ret       |      |
| Ret  | Pentti Korhonen     | Yamaha        | Ret       |      |
| Ret  | Philippe Bouzanne   | Yamaha        | Ret       |      |
| Ret  | Gianfranco Bonera   | MV Agusta     | Ret       |      |
| Ret  | Barry Sheene        | Suzuki        | Ret       |      |
| Ret  | Horst Lahfeld       | König         | Ret       |      |
| Ret  | Víctor Palomo       | Yamaha        | Ret       |      |
| Ret  | Bernard Fau         | Yamaha        | Ret       |      |
| Ret  | John Dodds          | Yamaha        | Ret       |      |
| Ret  | Patrick Pons        | Yamaha        | Ret       |      |
| Ret  | Olivier Chevallier  | Yamaha        | Ret       |      |
| Ret  | John Weeden         | Yamaha        | Ret       |      |
| Ret  | Giacomo Agostini    | Yamaha        | Ret       |      |

## Resultados 250cc
En el cuarto de litro, el venezolano Johnny Cecotto se llevó el triunfo ante el piloto de Harley-Davidson Michel Rougerie al que se impuso por tan solo cuatro décimas. El dominador de la categoría, el italiano Walter Villa no quiso forzar y se aseguró el tercer lugar.
| Pos. | Piloto                 | Moto            | Tiempo    | Pts. |
| ---- | ---------------------- | --------------- | --------- | ---- |
| 1    | Johnny Cecotto         | Yamaha          | 46' 11" 7 | 15   |
| 2    | Michel Rougerie        | Harley-Davidson | +0" 4     | 12   |
| 3    | Walter Villa           | Harley-Davidson | +1" 8     | 10   |
| 4    | Bruno Kneubühler       | Yamaha          | +47" 4    | 8    |
| 5    | Leif Gustafsson        | Yamaha          | +1' 01" 4 | 6    |
| 6    | Harald Bartol          | Yamaha          | +1' 18" 9 | 5    |
| 7    | Chas Mortimer          | Maxton-Yamaha   | +1' 20" 0 | 4    |
| 8    | Dieter Braun           | Yamaha          | +1' 20" 6 | 3    |
| 9    | John Williams          | Yamaha          | +1' 20" 9 | 2    |
| 10   | Patrick Pons           | Yamaha          | +1' 21" 1 | 1    |
| 11   | Bernard Fau            | Yamaha          |           |      |
| 12   | Otello Buscherini      | Yamaha          |           |      |
| 13   | Tom Herron             | Yamaha          |           |      |
| 14   | Jean-Louis Guignabodet | Yamaha          |           |      |
| 15   | Francis Hollebecq      | Yamaha          |           |      |
| 16   | Víctor Palomo          | Yamaha          |           |      |
| 17   | Alain Terras           | Yamaha          |           |      |
| 18   | Rolf Minhoff           | Yamaha          |           |      |
| 19   | Olivier Chevallier     | Yamaha          |           |      |
| Ret  | Paolo Pileri           | Yamaha          | Ret       |      |
| Ret  | Gérard Choukroun       | Yamaha          | Ret       |      |
| Ret  | John Dodds             | Yamaha          | Ret       |      |
| Ret  | Stefan Dörflinger      | Yamaha          | Ret       |      |
| Ret  | Alex George            | Yamaha          | Ret       |      |
| Ret  | Mick Grant             | Kawasaki        | Ret       |      |
| Ret  | Pentti Korhonen        | Yamaha          | Ret       |      |
| Ret  | Boet Van Dolmen        | Yamaha          | Ret       |      |
| Ret  | Tapio Virtanen         | Yamaha          | Ret       |      |

## Resultados 125cc
En 125cc, sexta victoria esta temporada del italiano Paolo Pileri, que se asegura el título mundial. Su compañero en Morbidelli Pier Paolo Bianchi y el sueco Kent Andersson cerraron el podio.
| Pos. | Piloto                 | Moto        | Tiempo    | Pts. |
| ---- | ---------------------- | ----------- | --------- | ---- |
| 1    | Paolo Pileri           | Morbidelli  | 44' 33" 9 | 15   |
| 2    | Pier Paolo Bianchi     | Morbidelli  | +10" 0    | 12   |
| 3    | Kent Andersson         | Yamaha      | +1' 12" 1 | 10   |
| 4    | Henk van Kessel        | AGV Condor  | +1' 53" 9 | 8    |
| 5    | Eugenio Lazzarini      | Piovaticci  | +2' 01" 1 | 6    |
| 6    | Cees van Dongen        | Bridgestone | +2' 02" 3 | 5    |
| 7    | Leif Gustafsson        | Yamaha      | +2' 51" 4 | 4    |
| 8    | Bruno Kneubühler       | Yamaha      | +3' 07" 6 | 3    |
| 9    | José Lazo              | MZ          | +1 Vuelta | 2    |
| 10   | Manuel Arias           | MZ          | +1 Vuelta | 1    |
| 11   | Benito Jull            | MZ          | +1 Vuelta |      |
| 12   | Hans-Jürgen Hummel     | Yamaha      | +1 Vuelta |      |
| 13   | Benjamin Laurent       | Yamaha      | +1 Vuelta |      |
| 14   | Michel Baloche         | Motobécane  | +1 Vuelta |      |
| 15   | Werner Rubel           | Maico       | +1 Vuelta |      |
| Ret  | Harald Bartol          | Suzuki      | Ret       |      |
| Ret  | Clive Horton           | Yamaha      | Ret       |      |
| Ret  | Jean-François Lecureux | Yamaha      | Ret       |      |
| Ret  | Maurice Maingret       | Yamaha      | Ret       |      |
| Ret  | Tierry Tchernine       | Yamaha      | Ret       |      |
| Ret  | Aart Valster           | Yamaha      | Ret       |      |
| Ret  | Johann Zemsauer        | Yamaha      | Ret       |      |

## Resultados 50cc
En 50cc, el líder de la clasificación Ángel Nieto finaliza en segundo lugar y tiene el título al alcance de su mano. La victoria sería para el piloto local Julien van Zeebroeck mientras que el italiano Eugenio Lazzarini finalizó en tercer lugar.
| Pos. | Piloto               | Moto              | Tiempo    | Pts. |
| ---- | -------------------- | ----------------- | --------- | ---- |
| 1    | Julien van Zeebroeck | Van Veen-Kreidler | 30' 59" 3 | 15   |
| 2    | Ángel Nieto          | Van Veen-Kreidler | +4" 3     | 12   |
| 3    | Eugenio Lazzarini    | Piovaticci        | +4" 6     | 10   |
| 4    | Theo Timmer          | Jamathi           | +1' 25" 5 | 8    |
| 5    | Nico Polane          | Kreidler          | +1' 25" 7 | 6    |
| 6    | Cees van Dongen      | Kreidler          | +1' 26" 0 | 5    |
| 7    | Gerhard Thurow       | Kreidler          | +1' 26" 7 | 4    |
| 8    | Ulrich Graf          | Kreidler          | +2' 24" 3 | 3    |
| 9    | Jan Huberts          | Jamathi           | +2' 24" 8 | 2    |
| 10   | Pierre Audry         | ABF               | +2' 30" 0 | 1    |
| 11   | Stefan Dörflinger    | Kreidler          |           |      |
| 12   | Gerrit Strikker      | Kreidler          |           |      |
| 13   | Patrick de Wulf      | Kreidler          |           |      |
| 14   | Guido de Lys         | Kreidler          |           |      |
| 15   | Jean-Paul Fargues    | ABF               |           |      |
| 16   | Wolfgang Golembeck   | Kreidler          |           |      |
| 17   | Henk ten Wolde       | Kreidler          |           |      |
| 18   | Ingo Emmerich        | Kreidler          |           |      |
| 19   | Joaquin Galí         | Derbi             |           |      |
| 20   | Armando Lopez        | Derbi             |           |      |
| 21   | Guy Muyters          | Kreidler          |           |      |
| 22   | André Duchene        | Derbi             |           |      |
| 23   | René Renier          | Kreidler          |           |      |
| Ret  | Charles Dumont       | Kreidler          | Ret       |      |
| Ret  | Herbert Rittberger   | Kreidler          | Ret       |      |
| Ret  | Rein Gijsman         | Roton             | Ret       |      |